# フラワーロード

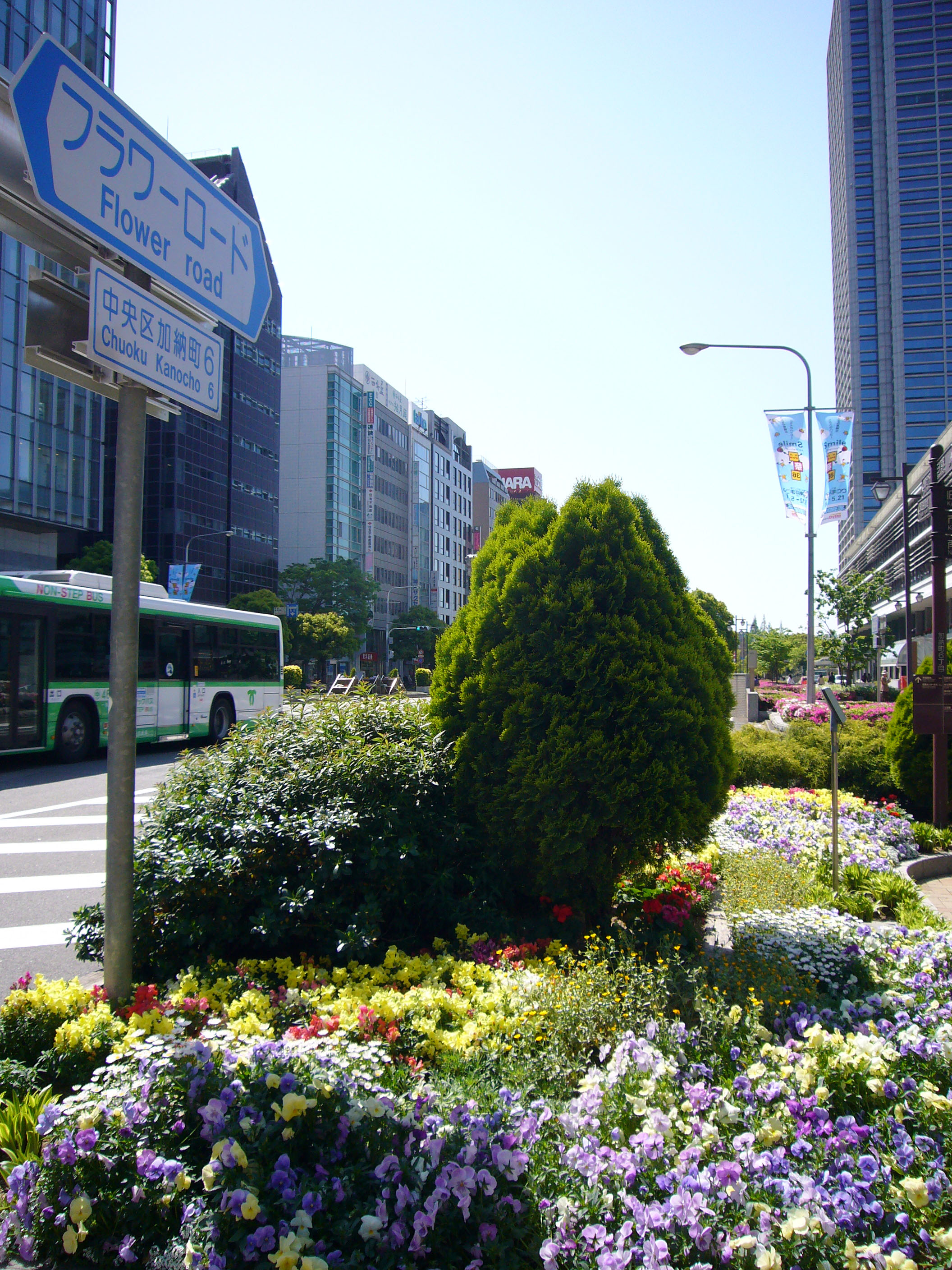
神戸市役所北

フラワーロードは、兵庫県神戸市中央区加納町1丁目から同6丁目に至る南北幹線道路。兵庫県道30号新神戸停車場線（ひょうごけんどう30ごう しんこうべていしゃじょうせん）の路線名で県道（主要地方道）に認定されている路線の愛称である。かつては布引の滝へ向かうことから「滝道」と呼ばれていた。都市計画道路の名称としては神戸国際港湾都市計画道路3.1.3税関線であり、神戸市は三宮地区再整備事業において税関線の名称を用いている。

## 概要
生田川の旧河道にあたる。六甲山系布引山麓の新神戸駅から都心部の三宮を経由して神戸港新港地区の神戸税関に至る坂道で、標高が高くなるほど斜度も高くなる。
北端では、北に山麓バイパス（南行出口）が、東西に北野通りが接続する（北野通りの東端は加納町1丁目にあると誤解されがちであるが、実際の東端は、さらに約150m東の生田川橋梁であり、そこで原田線と接続する）。
三ノ宮駅以南の地下部分は、地下街（さんちか）と駐車場になっている。沿線には神戸市役所などがあり、毎年ここで神戸まつりのパレードが行われる。三ノ宮駅以北の地下部分には神戸市営地下鉄西神・山手線が通っている。
生田区と葺合区が中央区として統合される1980年（昭和55年）までは、フラワーロード以西が生田区、以東が葺合区であった。

### 路線データ
- 起点：神戸市中央区加納町1丁目（新神戸停車場）
- 終点：神戸市中央区加納町6丁目（税関前交差点、国道2号・国道174号交点）

## 歴史
フラワーロードの区間には遅くとも1594年（文禄3年）には生田川が流れていた。当時の川幅は80〜90mで交通の妨げになっており雨で氾濫することもあったという。
神戸開港に際しての条件とされた外国人居留地の整備に際し、天井川であった生田川の治水対策が急務となり、1871年（明治4年）に約800m東側に付け替えられた。旧河川敷には1873年（明治6年）に幅員10間（約18m）の道路が整備された。後に幅員30 - 50mに拡幅され、歩道および中央分離帯に花を植えるようになったことや花時計が誕生したことなどからフラワーロードと命名された。
神戸まつりはフラワーロード周辺で行われているが、1970年代には祭りに合わせて暴走族が走り回るようになり、それを観に集まる者も多く詰めかけるようになった。1976年5月15日には、警察がフラワーロードへの立ち入りを規制したことを契機に、群衆が自動車に放火するなどの暴動状態となり、写真を撮影していた神戸新聞のカメラマンが暴行を受けて死亡する事件に発展している。
1995年（平成7年）の阪神・淡路大震災で、沿線のビルが数多く倒壊した。これに関して「旧生田川を埋め立てたために地盤が弱い」との評論がまれに散見されるが、これは必ずしも正しくない。旧生田川を埋め立てた部分もあるにはあるものの（加納町二丁目あたりまでが該当）、ビルの倒壊が集中した場所では旧生田川は天井川であり、埋め立てたのではなく掘り下げて平らにしたのである。ビル倒壊の直接の原因は、1950年代から1970年代にかけて、建造物の高層化のなかで模索された建築手法の主流（中層階の剛性を小さくすれば上層階への振動を減らせるとの仮説）や建設ラッシュに伴う建築資材の粗悪化によるものである。沿線のビルのうち、この当時の建造物ばかりが、中層階あるいは1階といったワンフロアのみ圧縮倒壊したのはこのためである。ただし、地盤の点で言えば、旧生田川流域で上流から流れてきた砂が堆積して扇状地が形成されており、それはフラワーロード沿線に限らず、右岸（西岸）では旧居留地のほぼ全域や生田神社の東側など、左岸（東岸）では旧菟原郡小野新田村域など広範囲に及ぶ。
神戸市では3車線のうち1車線を廃止して歩道を拡張し人工水路を整備する計画である。
- 1871年（明治4年） - 生田川が付け替えられる。
- 1873年（明治6年） - 生田川の旧河川敷に道路が整備される。当時は「滝道」と呼ばれた。これは、当時街のあった場所から、名勝布引の滝の方向へまっすぐ伸びている道であることによる。
- 1912年（大正元年） - 神戸市電布引線開通。
- 1931年（昭和6年）- 三ノ宮駅が現在地に移転。
- 1933年（昭和8年） - 神戸市電税関線開通。
- 1952年（昭和27年） - 三宮交差点以南が国道174号の一部となる（のち1962年に国道2号の指定変更に伴い、国道174号は税関前交差点以南となっている）。
- 1957年（昭和32年） - 沿線に日本初の花時計ができる。
- 1966年（昭和41年） - 神戸市電税関線廃止。
- 1970年（昭和45年） - 神戸市電布引線廃止。
- 1971年（昭和46年） - 税関前交差点以北が一般県道新神戸停車場線（兵庫県道486号）となる。
- 1976年（昭和51年）5月16日 - 神戸まつり事件発生。
- 1985年（昭和60年） - 神戸市営地下鉄西神・山手線大倉山 - 新神戸間延伸開通。
- 1993年（平成5年）
  - 5月11日 - 建設省（現・国土交通省）から、一般県道新神戸停車場線が新神戸停車場線として主要地方道に指定される[10]。
  - 12月20日 - 兵庫県道新神戸停車場線が一般県道486号から主要地方道30号となる（それ以前の兵庫県道30号の遍歴はこちらを参照）。
- 2003年（平成15年） - 阪神タイガースの優勝パレードが行われる。

## 地理

### 交差する道路
- 神戸市主要地方道山麓線
- 山麓バイパス
- 山手幹線・神戸市主要地方道長田楠日尾線
- 兵庫県道21号神戸明石線（神戸市布引町加納町・三宮交差点）
- 国道2号・国道174号（神戸市中央区加納町・税関前交差点、終点）

### 沿線にある施設など
- 新神戸
  - 新神戸駅

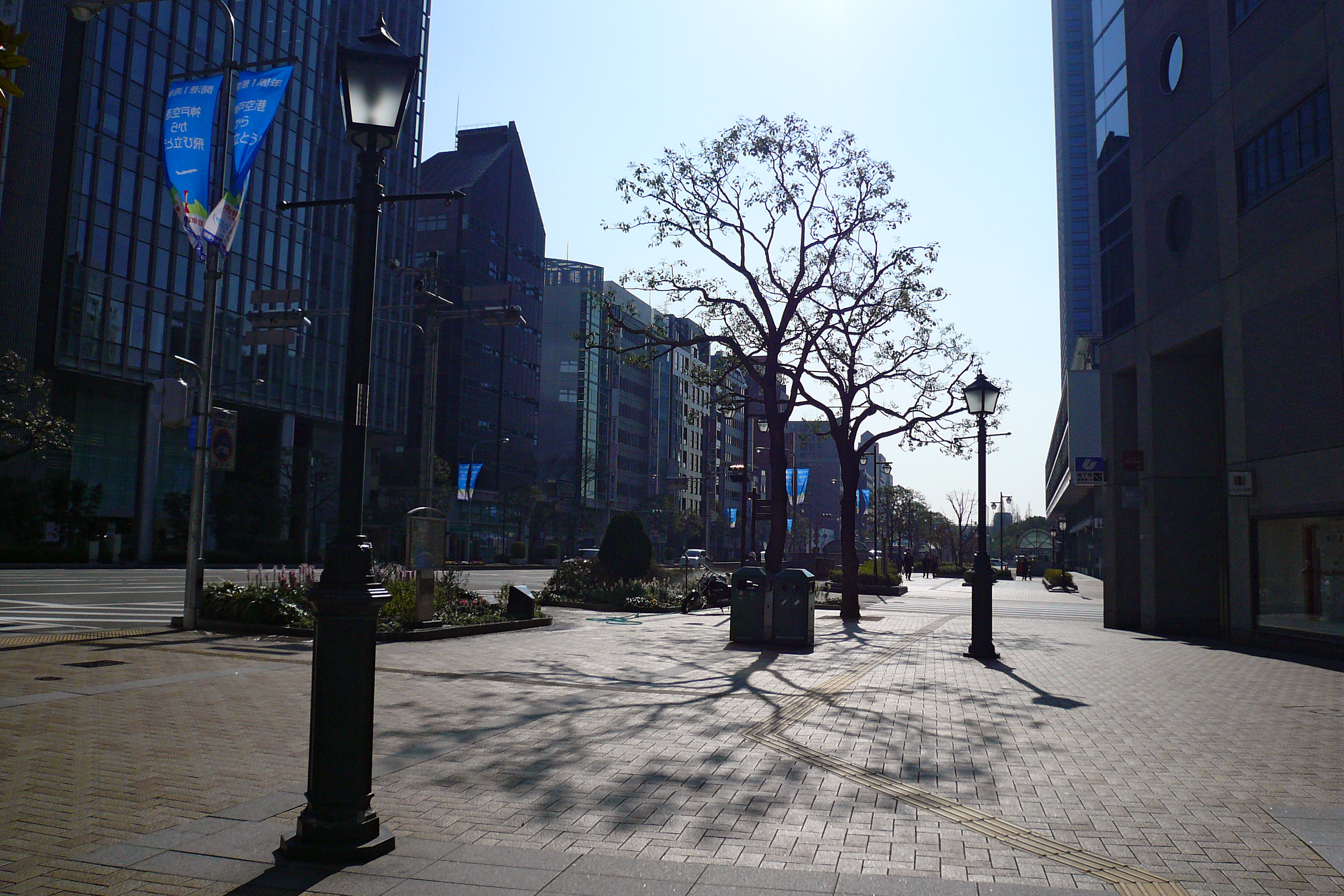
国際会館前交差点南西

  - 神戸布引ロープウェイ（旧：新神戸ロープウェイ） ハーブ園山麓駅（旧：北野1丁目駅）

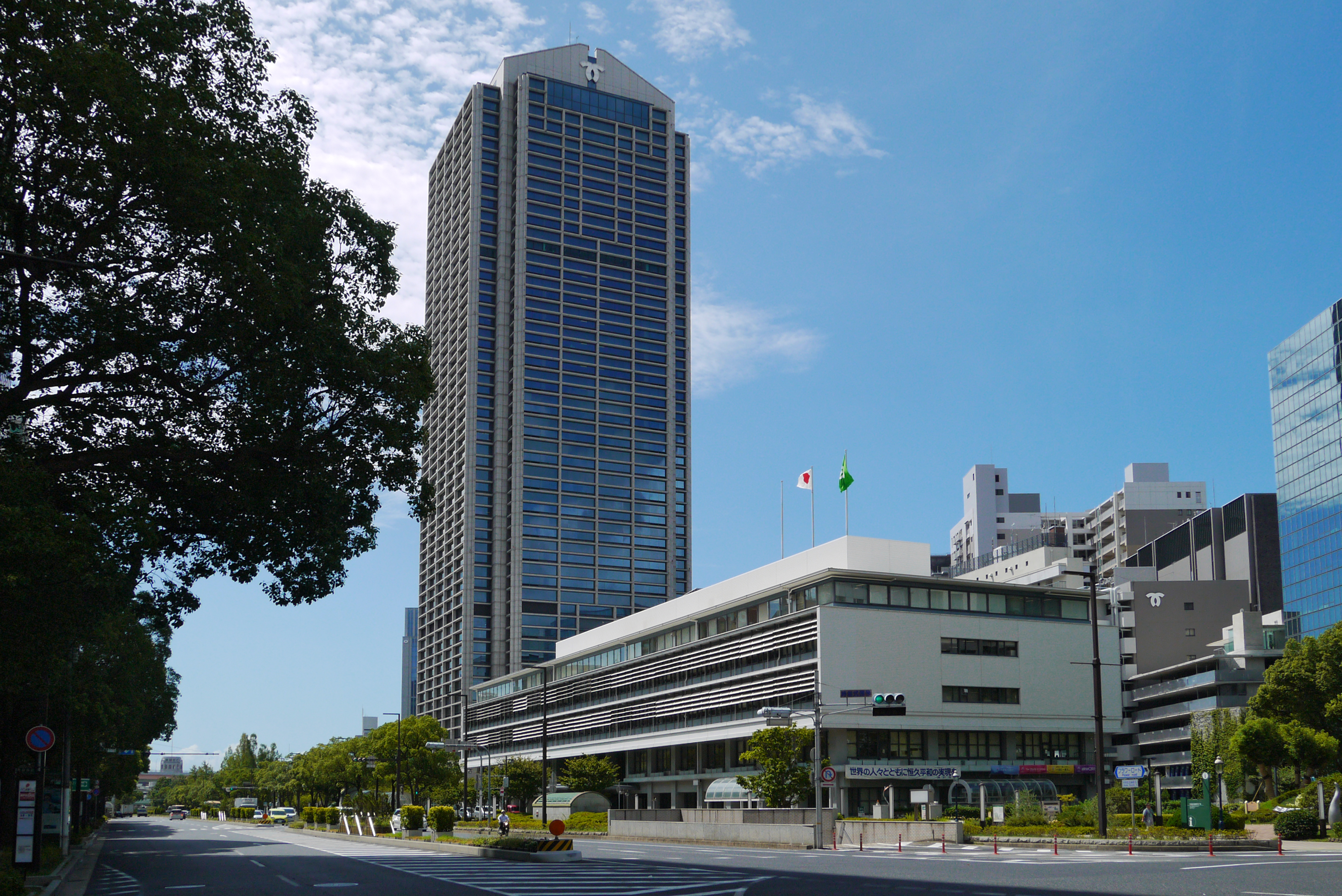
神戸市役所前

  - 新神戸オリエンタルシティ
- 三宮
  - ニッセイ三宮ビル
  - JR三ノ宮駅
  - 神戸市営地下鉄三宮駅
  - ポートライナー三宮駅
  - 阪急神戸三宮駅
  - 阪神神戸三宮駅
  - さんちか
  - 神戸交通センタービル
  - 神戸阪急 （旧：そごう神戸店）
  - 神戸マルイ
  - 三宮センター街
  - 神戸国際会館
  - 三宮・花時計前駅

- 旧居留地
  - 神戸市役所
  - 東遊園地
- 新港
  - 神戸税関
  - 旧神戸市立生糸検査所